# Fundación Goya en Aragón
Die Fundación Goya en Aragón ist eine spanische Stiftung.
Mit dem Dekret 30/2007 der Regierung von Aragonien vom 27. Februar 2007 wurde die Gründung der fundación privada de iniciativa pública (privaten Stiftung für öffentliche Initiativen) namens „Fundación Goya en Aragón“ genehmigt. Die Stiftung wurde dann am 24. April 2007 gegründet. Präsident des Kuratoriums der Stiftung ist Javier Lambán, der Präsident der Regierung von Aragonien (Presidente del Gobierno de Aragón).

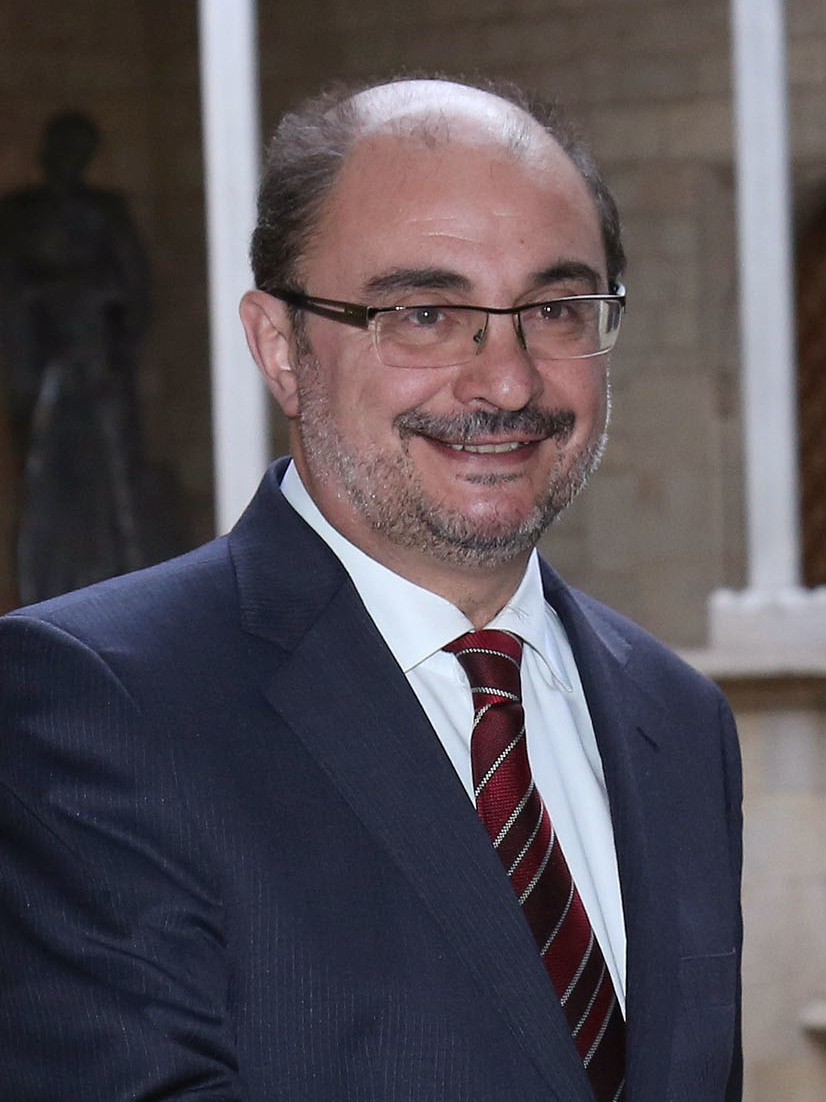
Francisco Javier Lambán Montañés (Präsident der Stiftung)

Das Hauptziel der Fundación Goya en Aragón (Stiftung Goya in Aragonien) ist die Förderung und Verbreitung der Persönlichkeit Goyas in ganz Spanien, insbesondere in der Autonomen Gemeinschaft Aragonien, vor allem über ihre Website, auf der nach eigenen Angaben über 1800 Werke von Francisco de Goya präsentiert werden.
Die Stiftung hat gemäß ihrer Satzung (Artikel 7) ein Forschungs- und Dokumentationszentrum eingerichtet, das Centro de Investigación y Documentación Goya (CIDG), in dem alle möglichen Informationen über den spanischen Maler und Grafiker gesammelt werden: bibliographische Angaben, künstlerisches Repertoire seiner Werke, Veröffentlichungen, Dokumente, Manuskripte usw. Dieses Zentrum sammelt nicht nur Informationen, sondern koordiniert den Eigenangaben zufolge auch deren Weitergabe an andere Institutionen, Forscher oder interessierte Personen.
Die Stiftung hat die Adresse Plaza de Los Sitios, 6 – Museo de Zaragoza, in Saragossa (Zaragoza), der Hauptstadt der spanischen Autonomen Gemeinschaft Aragonien sowie der Provinz Saragossa.